# Mycetophila flavolunata
Mycetophila flavolunata är en tvåvingeart som beskrevs av Freeman 1951. Mycetophila flavolunata ingår i släktet Mycetophila och familjen svampmyggor. Inga underarter finns listade i Catalogue of Life.